# Cecil Mamiit
Cecil Valdeavilla Mamiit (ur. 27 czerwca 1976 w Los Angeles) – filipiński tenisista, który w początkowych latach swojej kariery reprezentował Stany Zjednoczone.

## Kariera tenisowa
Karierę tenisową Mamiit rozpoczął w 1996 roku, a zakończył w 2012 roku. W grze pojedynczej wygrał siedem turniejów kategorii ATP Challenger Tour. W 1999 roku awansował do finału zawodów z cyklu ATP World Tour w San José, gdzie pojedynek o tytuł przegrał z Markiem Philippoussisem.
W grze podwójnej zwyciężył osiem imprez o randze ATP Challenger Tour.
W latach 2006–2011 reprezentował Filipiny w Pucharze Davisa. Rozegrał przez ten okres łącznie 45 pojedynków, z których 25 wygrał.
W 1999 roku, reprezentując jeszcze Stany Zjednoczone, wywalczył srebrny medal podczas igrzysk panamerykańskich w Winnipeg w grze pojedynczej. W 2006 roku, już jako zawodnik Filipin, zdobył dwa brązowe medale na igrzyskach azjatyckich w Ad-Dausze, w grze pojedynczej i grze drużynowej mężczyzn. Mamiit jest również multimedalistą igrzysk Azji Południowo-Wschodniej.
W rankingu singlowym Mamiit najwyżej był na 72. miejscu (11 października 1999), a w klasyfikacji deblowej na 102. pozycji (30 października 2006).

### Finały w turniejach ATP World Tour
| Nazwa                        |
| ---------------------------- |
| Wielki Szlem                 |
| Igrzyska olimpijskie         |
| ATP Tour World Championships |
| ATP Masters Series           |
| ATP Championship Series      |
| ATP World Series             |

#### Gra pojedyncza (0–1)
| Końcowy wynik | Nr | Data           | Turniej  | Nawierzchnia  | Przeciwnik         | Wynik finału |
| ------------- | -- | -------------- | -------- | ------------- | ------------------ | ------------ |
| Finalista     | 1. | 14 lutego 1999 | San José | Twarda (hala) | Mark Philippoussis | 3:6, 2:6     |